# توم إريكسون
توم إريكسون (بالإنجليزية: Tom Erikson)‏ هو فنان قتال مختلط أمريكي، ولد في 6 يوليو 1964 في شيكاغو هايتس في الولايات المتحدة.

## وصلات خارجية
- توم إريكسون على موقع شيردوغ (الإنجليزية)
- توم إريكسون على موقع قاعدة بيانات المصارعة الدولية (الإنجليزية)